# Torres Creole
Torres Creole (auch Torres Strait Creole, Torres Strait Pidgin, Torres Strait Broken, Cape York Creole, Lockhart Creole) ist eine auf den zu Queensland (Australien) gehörenden Torres-Strait-Inseln gesprochene Kreolsprache. Es hat ca. 25.000 muttersprachliche Sprecher und wird darüber hinaus als Handelssprache (Verkehrssprache) verwendet. Es gibt zwei Dialekte. Die lexikalische Ähnlichkeit mit dem Englischen beträgt 80 Prozent.
Die Sprache ist von ihrer Entstehungsgeschichte her eng mit Tok Pisin, Bislama und Pijin verwandt.
Der Sprachcode nach ISO 639-2 ist cpe.